# Dora Stock
Pour les articles homonymes, voir Stock (homonymie).
Dora Doris Dorothea Stock est une femme peintre et dessinatrice allemande, née le 6 mars 1760 à Nuremberg. Spécialisée dans le portrait, elle est connue pour avoir réalisé en 1789 un portrait en miniature de Wolfgang Amadeus Mozart. Elle faisait partie d'un cercle d'artistes, de musiciens et d'écrivains renommés, dont Goethe, Schiller et Mozart.

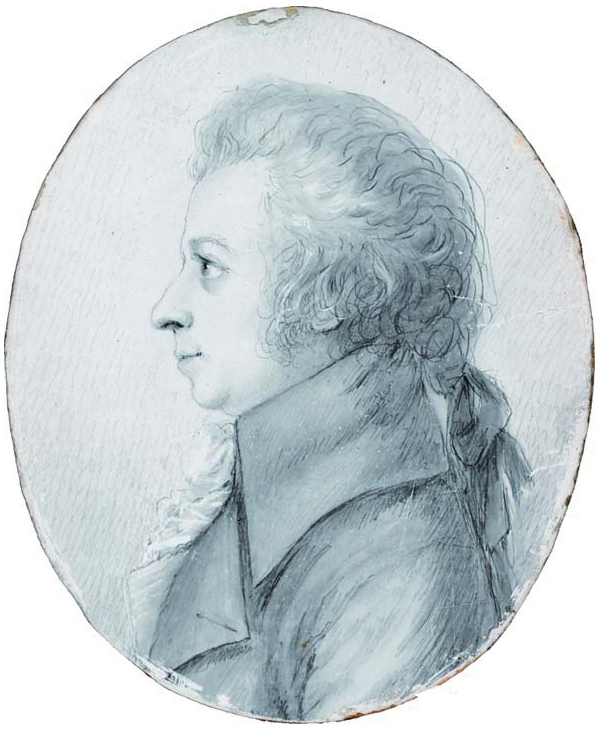
Portrait de Mozart par Doris Stock.
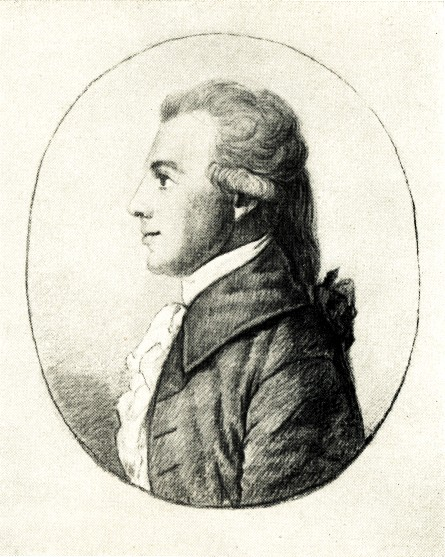
Portrait de Christian Gottfried Körner.
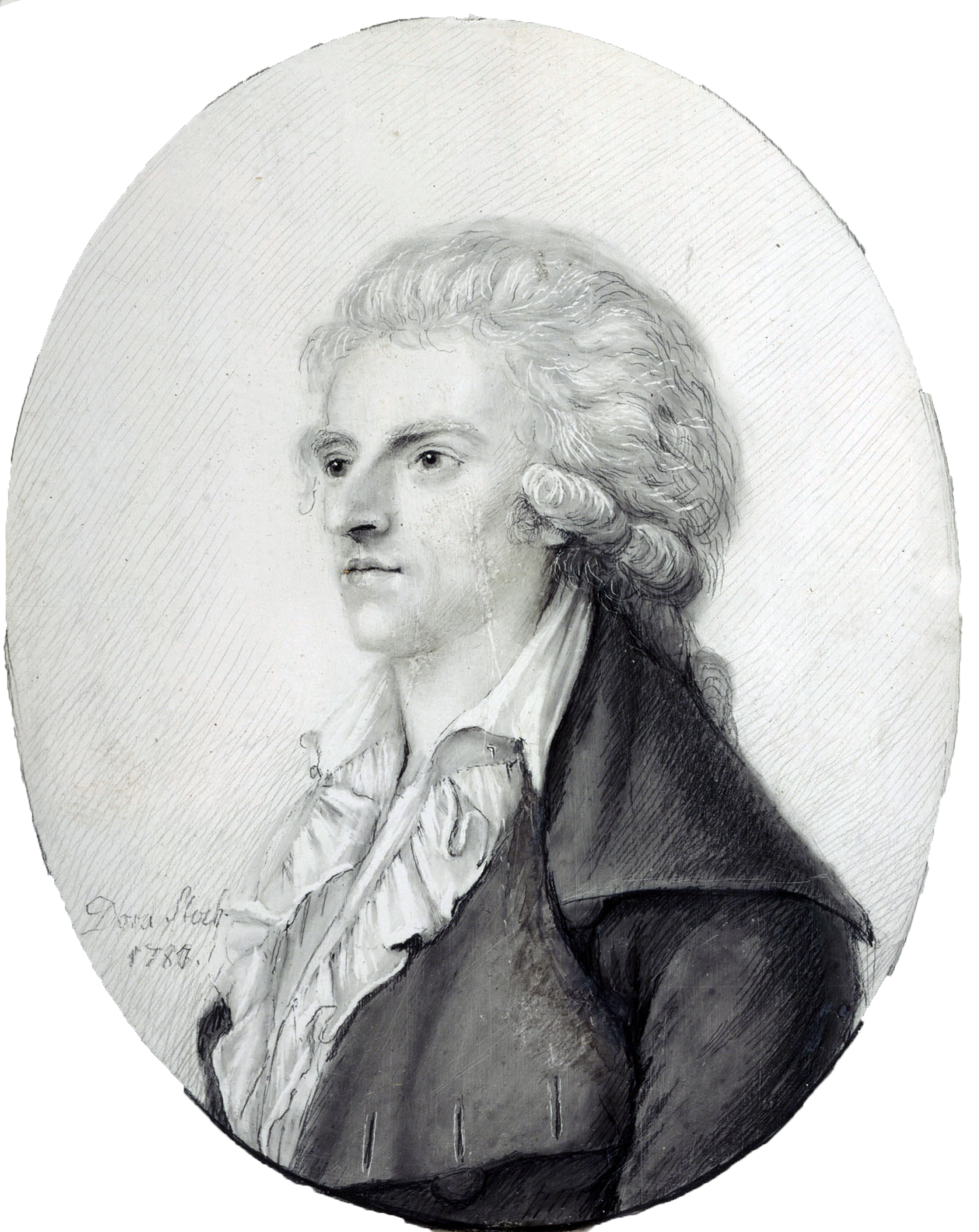
Portrait de Schiller par Dora Stock.